# Versalle (banda)
Versalle é uma banda de rock brasileira formada em Porto Velho, Rondônia em outubro de 2009.
Ficou conhecida ao participar da segunda temporada do programa Superstar 2015, em que terminou em terceiro lugar.

## História
Formada em outubro de 2009 na cidade de Porto Velho/RO, a banda surgiu quando um grupo de amigos (Criston, Rômulo Pácifico, Igor Jordir e Rubens Barata) decidiu se reunir para fazer um som diferente do que estava sendo produzido na cena underground de Porto Velho na época, onde o heavy metal, o hardcore e o punk rock predominavam. Todos os integrantes originais da banda eram anteriormente membros de bandas dessas vertentes e as bandas de rock com som alternativo que existiam, não estavam em atividade.
A proposta da banda inicialmente foi tocar covers de bandas indie/alternativas que influenciavam os integrantes, como Queens of the Stone Age, The Smiths, Placebo, Weezer, Blur, The Strokes e outros. Entretanto, já no primeiro ensaio na casa do Igor Jordir, onde a banda nasceu e criou grande parte do seu repertório, o vocalista, Criston Lucas, apresentou à banda uma composição própria ("Já Estou Bem Melhor"), que já saiu pronta do estúdio de ensaios no mesmo dia. Daí por diante os covers foram deixados de lado e a banda passou a trabalhar apenas em composições próprias.
A banda em seu primeiro ano de atividade foi convidada para participar do Festival Casarão, até então o maior evento de rock do estado de Rondônia, e do qual veio depois a participar das edições de 2010, 2011, 2012 e 2013, onde se apresentaram ao lado de nomes como Autoramas, Pouca Vogal, Cachorro Grande, Nasi, Nevilton, Canastra, Do Amor, Black Drawing Chalks, dentre outros importantes artistas da cena independente nacional, 'Festival PMW' em Palmas/TO em 2012 e diversos festivais do 'Grito Rock' em Rondônia e Acre entre 2012 e 2014.
Por ser de um Estado com pouca tradição na música e principalmente no rock, Versalle surpreendeu ao ser selecionada para participar de um reality show de bandas na Rede Globo em abril de 2015, onde foi uma das finalistas.
Em outubro de 2015, lançam o videoclipe da música “Modelo Adequado”.
Em dezembro de 2015, a banda lançou o álbum Distante Em Algum Lugar pelo selo SLAP da Som Livre.
O primeiro disco foi um marco tão importante na carreira da Versalle que rendeu a indicação ao Grammy Latino e, no início de 2016, espaço em um dos palcos principais do festival Lollapalooza.
Em março de 2016, lançam o videoclipe de ”Mente Cheia”, single do disco Distante Em Algum Lugar.
Em 28 de julho de 2016, os músicos da banda foram assaltados por um homem armado, no Bairro Coroa do Meio, em Aracaju. Eles pediram ajuda à polícia e encontraram um dos três telefones roubados impacto em uma calçada junto com os chips dos outros dois aparelhos. Os documentos roubados também foram encontrados.
Em outubro de 2016, lançam o videoclipe da música inédita “Dito Popular”, originalmente num formato acústico. Em abril de 2017, sai a versão completa da faixa, com a participação de Lucas Silveira, do Fresno, nos vocais.
Em setembro de 2017, sai o clipe para “A Saudade É Algo Que Eu Não Quero”, uma das canções presentes em Distante Em Algum Lugar. Em novembro, sai mais um clipe, agora para a faixa “Dúvidas”.
No início de 2018, trazem ao mundo o clipe para a canção “Vinte Graus”.
Em setembro de 2019, lançam o single "Luz", prévia do novo álbum da banda. Quatro anos após o disco de estreia, a banda lança Escape, disco com oito faixas novas.
Em 2020, lançam Sessão de Inverno, EP com três faixas em um formato acústico e minimalista: as inéditas "Só" e "Milhas Além", além da releitura de "Já Estou Bem Melhor".

## Integrantes

### Formação atual
- Criston Lucas[31] (vocal e guitarra) (2009-presente)
- Igor Jordir (bateria) (2009-presente)
- Luis Paulo "Casca" (sintetizadores, contrabaixo e guitarra) (2018-presente)

### Ex-Integrantes
- Rubens Barata (contrabaixo) (2009-2011)
- Ítalo Carlos (contrabaixo) (2011-2013 / 2013-2014)
- Alan Resende (contrabaixo) (2013)
- Rômulo Pacífico (guitarra e backing vocals) (2009-2017)
- Miguel Pacheco (contrabaixo) (2014-2018)

## Discografia

### Singles
- "Atrás da Solidão" (2010)
- "Prezado Coração" (2010);
- "Verde Mansidão" (2012)
- "Como Evitar" (2012)

### Extended plays
- EP Versalle (2010)
- EP Avante (2015)
- EP Apenas (2016)
- EP Sessão de Inverno (2020)[29][30]

### Álbuns
| Ano  | Detalhes do disco                                                                                             |
| ---- | --- |
| 2015 | Distante Em Algum Lugar - Lançamento: 4 de dezembro de 2015 - Formato: CD, Download digital - Gravadora: SLAP |
| 2020 | Escape - Lançamento: 10 de janeiro de 2020 - Formato: CD, Download digital                                    |

## Prêmios e indicações
| Ano  | Prêmio        | Categoria                                 | Indicação               | Resultado |
| ---- | ------------- | ----------------------------------------- | ----------------------- | --------- |
| 2016 | Grammy Latino | Melhor Álbum de Rock em Língua Portuguesa | Distante Em Algum Lugar | Indicado  |